# Tijucadesmus cavernicola
Tijucadesmus cavernicola är en mångfotingart som beskrevs av Christoph D. Schubart 1945. Tijucadesmus cavernicola ingår i släktet Tijucadesmus och familjen fingerdubbelfotingar. Inga underarter finns listade i Catalogue of Life.